# Carmen Marina Torres
Carmen Marina Torres (El Charco, Nariño, Colombia; 8 de octubre de 1956 - Bogotá, 6 de octubre de 2015)fue un actriz colombiana conocida sobre todo por su participación en telenovelas como El Zorro: la espada y la rosa, La Tormenta y también en El clon de Telemundo. 
Falleció el 6 de octubre de 2015 al someterse a cirugía de corazón abierto tras sufrir un infarto el 1 de octubre.

## Filmografía
- 2016 Azúcar como Zenobia.
- 2011 ¿Dónde carajos está Umaña?
- 2011 Flor salvaje
- 2010 El clon como Doña Stella viuda de Padilla.
- 2007 El Zorro: la espada y la rosa como Dolores.
- 2005 La Tormenta como Natividad «Nany» Esparragoza.
- 2002 Siete veces Amada como Esther.
- 1996 La Huella de tus Besos como Fermina.
- 1995 María Bonita como Toña.
- 1992 En cuerpo ajeno como Victoria "Vicky".
- 1988 Tre giorni ai tropici.
- 1987 Lola Calamidades como Primitiva.
- 1984 Los cuervos como Eufrosina Muñetón.
- 1984 El Taita.